# ليميوكس (كيبك)
ليميوكس (بالإنجليزية: Lemieux, Quebec)‏ هي بلدية محلية في كيبيك تقع في كندا في Bécancour Regional County Municipality. يقدر عدد سكانها بـ 304 نسمة ومساحتها 74.20 كم2 .

## أعلام
- لوسيان فورتين